# Černý obelisk
Černý obelisk je román Ericha Marii Remarquea z roku 1956. Odehrává se v Německu na začátku dvacátých let 20. století, v době kdy v zemi vládne hyperinflace. Nabízí pohled mladého člověka, poznamenaného válkou, na svět a jeho problémy.

## Děj
Příběh se odehrává těsně po první světové válce, kdy v Německu panuje hluboká ekonomická krize. Hlavním hrdinou je přemýšlivý mladík Ludvík, který pracuje jako návrhář u pohřební služby – navrhuje pomníky, hroby atd. Spolu s ním pracuje u firmy také jeho nejlepší kamarád Jiří Kroll a jeho bratr Jindřich, který Ludvíka v lásce moc nemá.
Ludvík během celého příběhu navštěvuje slečnu v ústavu pro choromyslné. Genevieva (jak se ve skutečnosti jmenuje) trpí schizofrenií, a tak si většinou říká Isabela. Ludvíkovi přezdívá Rudolf (nebo v horším případě Rolf). Má svůj vlastní názor na svět, který s logickým myšlením nemá nic společného, ale přesto dokáže odhalit pravou podstatu věci a chytře volenými otázkami vždy dostane „normálně“ uvažujícího člověka do úzkých.
Ludvík hraje každý týden v kostele na varhany a poté chodí na jídlo s knězem a doktorem, který má na starosti pacienty v ústavu. Ludvík s ním nevědomky spolupracuje na léčení Isabely, do které se možná zamiloval, aniž by chtěl. Isabela má trauma z dětství, ale po příjezdu její matky se změní a nakonec se úplně uzdraví. Tato proměna osobnosti má za výsledek i zapomnění všeho, co se v ústavu odehrálo. Zklamaného Ludvíka tak už nepoznává a odjíždí s matkou do města, aby se zpátky začlenila do vyšší vrstvy obyvatelstva, kam původně patřila.
Ekonomická situace má na svědomí obrovskou inflaci, díky které lidé chudnou, protože si nemohou skoro nic koupit – výplatu dostávají několikrát denně, aby její hodnota zůstala alespoň trochu zachována. Vyplatí se tak investovat do hmotných statků, třeba do náhrobních kamenů. Ludvík s Jiřím navštěvují Eduarda Knoblocha v jeho hostinci, kde si již dávno zakoupili stravenky a teď se stravují prakticky zadarmo. Knobloch je nemá rád nejenom z tohoto důvodu, ale panuje mezi nimi vzájemná nevraživost i ve spolku básníků, jehož jsou členy. Situaci vyhrotí také Gerda, akrobatka vystupující v místním podniku. Ludvík i Knobloch si s ní začnou a ona si s nimi pohrává. Ač je jí sympatičtější Ludvík, podle jejího názoru spíše nevyzrálý, Knobloch má majetek a postavení, a tak se s ním snaží flirtovat.
Dominantou celého příběhu jsou však názory mladého Ludvíka na současný svět. Je poznamenaný válkou, které se coby osmnáctiletý zúčastnil a spatřil tolik násilí a smrti, že jej to poznamenalo na celý život. V neválečném období hledá smysl života, podstatu bytí, a proto na potkání dává lidem nejrůznější otázky, i když se mnohdy nesetkává s pochopením.
Ve svém pátrání chce pokračovat ve městě, kam na konci příběhu odjíždí. Opouští tak své přátele, které už nikdy nespatří.